# Expres.cz
Expres.cz je internetový projekt mediálního domu MAFRA, který se zaměřuje na zpravodajství a společenská témata. Byl spuštěn v roce 2015.

## Redakce
Projekt vede Petr Konečný, který šéfoval internetové verzi bulvárního deníku Blesk konkurenčního vydavatelství Czech News Center. Hlavní editorkou je Barbora Koukalová, dřív na webu Prima Style, respektive v Extra.cz. Mezi autory jsou Štěpán Karlesz, Ladislav Hrejzek, Eliška Opatrná.

## Koncept
Web je rozčleněný do rubrik Zprávy, Celebrity, Svět, Virál a Video. Pro další kategorizaci článků používá štítky v podobě hashtagů, nejpoužívanější zobrazuje v záhlaví. Nabádá ke čtenářskému hodnocení prostřednictvím kreslených emotikonů podle emocí, které konkrétní text vzbuzuje.

## Návštěvnost
V srpnu 2016 překonal hranici 1 milionu reálných uživatelů a stabilně si drží svou pozici mezi nejčtenějšími bulvárními weby. Nejnavštěvovanější rubriky na Expres.cz jsou Celebrity, Virál a Zprávy.